# 久慈山地
久慈山地（くじさんち）は、茨城県北部に広がる山地。奥久慈県立自然公園（男体地区）に位置する。

## 概要
阿武隈高地（阿武隈山地）の南端に位置する南北約38km、東西約13kmの細長い山地であり、西側は久慈川をもって八溝山地と境し、東側は久慈川支流の里川をもって多賀山地と境している。標高は300～600m程度であり、北側の方が高く、南に下がるにつれて低くなり、丘陵へ移行する。
山地中央部を南北に流れる山田川および北部の生瀬盆地を境に東側の東金砂山地（ひがしかなささんち）、西側の男体山地（なんたいさんち）に区分される。
東金砂山地は北より佳老山(459m)、花立山(518m)、鍋足山(552m)、東金砂山(481m)などの山が連なる。男体山地は北より生瀬富士(406m)、月居山(404m)、奥久慈男体山(654m)、篭岩山(501m)、明山(457m)などが連なり、茨城県内では最も起伏量の大きい山地となっている。主峰の男体山は西側と南側が300mにも達する断崖絶壁となっており、低山ながら荒々しい山容を持つことから登山者に人気の山となっている。
男体山北東面を源流とする山田川支流の竜神川は深い峡谷を形成しており、竜神峡と呼ばれる。峡谷の下流には多目的ダムとして建設された竜神ダムがあり、ダム湖上部には高さ日本一のバンジージャンプで知られる竜神大吊橋が架かる。生瀬富士と月居山の谷を流れる久慈川支流の滝川には日本三名瀑の一つである袋田の滝（高さ120m、幅73m、4段）がかかる。

## 地質
山地は主に新第三紀 中新世の火山性岩石から構成されている。この時代、日本列島周辺は海底火山の活動が激しく、このときの火山噴出物が海底に堆積して隆起したものが現在山地各所で見られる堆積岩や集塊岩などの地層である。
男体山の大部分は男体山火山角礫岩と呼ばれる約1,200～1,300万年前の地層から構成されており、主にガラス質安山岩の角礫からなる。男体山周辺では角礫岩に比べて相対的に脆い砂質岩が差別侵食作用により深く削られ、稜線の西～南面は断崖をなしている。

## 自然環境

### 植生

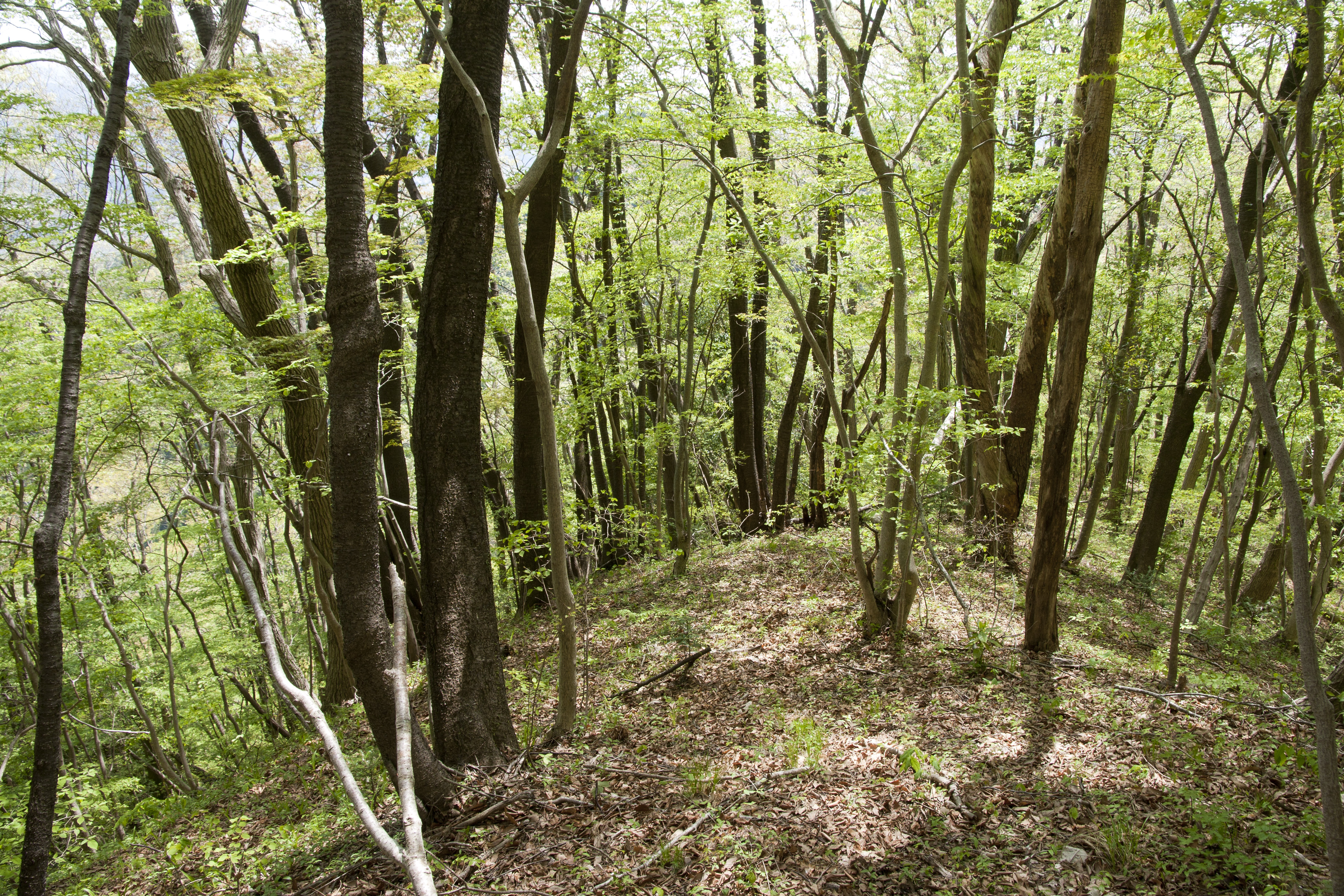
鍋足山東腹の落葉広葉樹林
(2018年4月)

人里に近いため、スギやヒノキなどの植林地が多いが、沢沿いや稜線には落葉広葉樹林が広がる。頂稜付近はイヌブナ・ミズナラ・リョウブ・ウリハダカエデ・イヌシデ・ハクウンボクなどの温帯林となっている。岩崖部には特有の植物が多く見られ、フクロダガヤ・ヤハズハハコ・アオノイワレンゲ・イブキジャコウソウ・ミヤマスカシユリなどが生育している。
フクロダガヤは袋田の滝付近で安藤伊作氏が1909年に初めて採取し、その後採取地から和名を付けたイネ科の植物である。茨城県内では本山地の火山角礫岩帯のみ、県外では栃木県の一部にしか分布しない固有種であり、環境省レッドリストの絶滅危惧IB類に指定されている。
また、ミヤマスカシユリは埼玉県・茨城県・岩手県の一部の山地に生育するスカシユリの山地生変種であり、茨城県では本山地のみに分布するユリ科植物である。盗掘等により個体数が減少し、人が容易に近づけないような断崖絶壁で僅かに自生するのみとなっており、本種も絶滅危惧IB類に指定されている。

### 動物
久慈山地周辺においては中小型哺乳類は、キツネ、タヌキ、アナグマ、ノウサギ、ムササビ、ヤマネなどが生息している。大型哺乳動物はニホンイノシシが生息するのみで、本州の山岳地帯に広く分布するツキノワグマやニホンジカなどは生息していない。また、茨城県は本州で唯一ニホンザルが絶滅した県とされているが、稀に「ハナレザル」や「ヒトリザル」と呼ばれる単独生活をする個体が移動してくることがあり、当山地周辺でも過去に目撃情報が確認されている。

## 主な山・峠

### 東金砂山地
- 佳老山（459m）
- 観音山（515m）
- 花立山（518m）
- 猪ノ鼻峠（435m）
- 鍋足山（552m）
- 東金砂山（481m）

### 男体山地
- 檜山（509m）
- 高見山（463m）
- 生瀬富士（406m）
- 立神山（約420m）
- 月居峠（約300m）　つきおれとうげ
- 月居山（404m）　つきおれさん
- 長福山（496m）
- 奥久慈男体山（654m）
- 大円地越（約510m）　おおえんじごえ
- 櫛ヶ峯（554m）
- 篭岩山（501m）
- 明山（457m）
- 白木山（616m）
- 高崎山（594m）
- 中武生山（555m）　なかたきゅうさん
- 武生山（459m）　たきゅうさん
- 西金砂山（410m）
- 鷹取山（424m）

## 主な河川

久慈川

- 久慈川
  - 大生瀬川　-- 下流に月待の滝がかかる
  - 滝川 -- 袋田の滝がかかる
  - 浅川
  - 山田川
    - 竜神川（竜神峡）

  - 里川